# Overlander (jeu vidéo)
Overlander  est un jeu vidéo édité par Elite Systems sorti en 1988.

## Synopsis
Le joueur conduit un véhicule blindé transportant des marchandises. Sa mission consiste à ramener ces marchandises à destination alors que le groupe de rebelles "Overlander" va tenter de l'arrêter.

## Plates-formes
| Année | Plate-forme                                      |
| ----- | ------------------------------------------------ |
| 1988  | Amstrad CPC, Atari ST, Commodore 64, ZX Spectrum |
| 1989  | Amiga                                            |

## Accueil
Bob Wade du magazine ACE qui a testé la version Atari ST a estimé que « La qualité graphique du mouvement de la chaussée est semblable à celle de Out Run. ».
| Examiné par          | Plate-forme | Date           | Score |
| -------------------- | ----------- | -------------- | ----- |
| ST Action            | Atari ST    | octobre 1988   | 69%   |
| Svenska Hemdatornytt | Amiga       | avril 1990     | 55%   |
| Power Play           | Atari ST    | septembre 1988 | 36%   |
| Power Play           | Amiga       | mars 1990      | 31%   |
| Power Play           | Amstrad CPC | octobre 1988   | 22%   |